# Luci Porci Licí (magistrat)
Luci Porci Licí (en llatí Lucius Porcius Licinus) va ser un magistrat romà fill de Lucius Porcius Licinus. Formava part de la gens Pòrcia, una gens romana d'origen plebeu.
Era duumvir l'any 181 aC i va consagrar el temple a la Venus Ercínia que el seu pare havia construït sobre un altre edifici (ja constatat el 202 aC) després de la guerra amb els lígurs, i que portava aquest nom per la deessa Venus d'Erix a Sicília.
L'any 172 aC va ser nomenat almirall per conduir dels molls de Roma als de Brundusium a la flota que portava l'exèrcit destinat a la guerra contra Perseu de Macedònia.